# ياصور

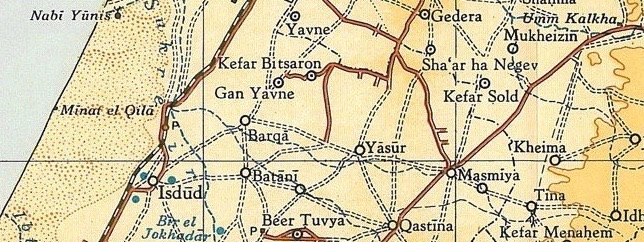
خريطة توضح موقع قرية ياصور في شمال قطاع غزة عام 1945.

ياصور أو ياسور قرية فلسطينية من قرى قضاء غزة الشمالية، أحتلت ودمرت عام 1948 م خلال عملية باراك - وقد سقطت في 11 حزيران-يونيو 1948م.
بلغ عدد سكان ياصور في عام 1945م حوالي 1070 نسمة، وقدر عدد أبناء القرية اللاجئين في عام 1998 حوالي 7700 نسمة.

## موقع ياصور
كانت القرية قائمة على هضبة ترتفع 50م في السهل الساحلي وتربطها طرق فرعية بطريق عام يؤدي إلى المجدل في الجنوب الغربي وبطريق عام آخر يؤدي إلى مدينة الرملة في الشمال الشرقي. تبعد القرية حوالي 18 كم إلى الجنوب الغربي من مدينة الرملة كما تبعد حوالي 40 كم إلى الشمال الشرقي من مدينة غزة.
يمُر جنوبها وادي الزريق الذي يرفد وادي الغربي أحد روافد وادي العسل المتصل بوادي صقرير.

## معلومات عن القرية
خلال فترة المماليك (1205-1517)م كانت ياصور إحدى محطات البريد بين غزة ودمشق، وإن كانت هذه المحطة نقلت لاحقا إلى قرية بيت دراس. في سنة 1596م، كانت تدفع الضرائب على عدد من الغلال كالقمح والشعير والفاكهة والسمسم، بالإضافة إلى عناصر أخرى من الإنتاج كالماعز وخلايا النحل والجواميس.
في أواخر القرن التاسع عشر كان لقرية يا صور بئر تقع إلى الجنوب منها وبساتين كبيرة إلى جهتي الشمال والشرق. وكان سكانها من المسلمين ولهم وسطها مسجد جميل وبضعة متاجر، أفتحت أول مدرسة ابتدائية في القرية أبوابها في سنة 1923 م، وبلغ عدد تلامذتها 132 تلميذاً في أواسط الأربعينات. كما كانوا يحصلون على حاجتهم من المياه للاستعمال المنزلي من الآبار. وكانت الزراعة عماد اقتصادهم، فكانوا يزرعون الحبوب والحمضيات والزيتون والخضروات. و في عام 1945 م، كان في ياصور ما مجموعه 636 دونماً مخصصاً للحمضيات والموز، و12173 دونماً مخصصاً للحبوب، و180 دونماً مروياً أو مستخدماً للبساتين. وكانت زراعة الحبوب بعلية، بينما كانت الحمضيات والخضروات مروية بمياه كان سكان القرية يستمدونها من آبار يبلغ عمقها 25-40 متراً.
وفي نهاية العهد العثماني وبداية الاستعمار الإنجليزي بني بالقرب من القرية أحد أقدم مطارات فلسطين والذي حوله اليهود إلى مطار عسكري ويعرف حالياً بمطار هاتزور العسكري ويقع المطار على أراضي تتبع تاريخياً قرى قسطينة والبطاني الشرقي و ياصور.

## احتلال القرية وطرد أهلها
طبق مصادر فلسطينية وإسرائيلية فإن القرية احتلت قبل حلول الهدنة الأولى من الحرب مباشرة، أي ليل 10-11 حزيران\ يونيو 1948. وجاء في الرواية: (اقترب موعد الهدنة وبقيت ليلة واحدة للعمليات. وتم التخطيط فعلاً لعمليات كثيرة في هذه الليلة نفذ معظمها). وكانت إحداها عملية تقضي بأن تستولي الكتيبة الأولى في لواء غيفعاتي التابع لقوات الهاجاناه على ياصور. وقد شنت هذه الهجمات الصغيرة، التي كانت تهدف إلى الاستيلاء على القرى التي لم تسقط في تلك المنطقة، وذلك في نهاية عملية باراك ( انظر البطاني الغربي).

## السكان اليوم
تم تهجير كل سكان ياصور لتستقر بهم الركاب اليوم في مدينة غزة وبعض المخيمات الفلسطينية في الأردن، وقاموا بتأسيس جمعية خيرية عام 2004 لأهالي القرية في العاصمة الأردنية عمّان تحت مسمى (جمعية ياسور الخيرية).

## ياصور اليوم
أضحت القرية منطقة عسكرية مقفلة ومسيجة. وثمة عند مدخل القرية لافتة كتب عليها (شركة ت. ا.ت. الصناعية لقطع غيار الطائرات). وهناك منزل وحيد غير مدمر، يبعد نحو 10 أمتار عن المدخل، وإلى جانبه منزل آخر مدمر وبعض نبات الصبار. وإزاء الحدود الجنوبية للسياج تمر طريق غير معبدة، يحف بها نبات الصبار وأشجار الزيتون واللوز. أما المنطقة داخل السياج وخارجها فقد غرست أشجار الكينا فيها.
تقع مستعمرة حتسور أشدود (Hatzor Ashdod) التي أسست في سنة 1937م على أراض كانت تتبع لقريتي ياصور و البطاني الشرقي.
أقيمت مستعمرتا تلمي يحيئيل، وبني عايش في سنتي 1949م و1958م على التوالي على أراضي القرية.

## وصلات خارجية
ياصور
مدونة أهالي ياصور "مدوّنات مكتوب"